# 羅克代爾縣 (喬治亞州)
羅克代爾縣（英語：Rockdale County）是美國喬治亞州西北部的一個縣。面積342方公里。根據美國2000年人口普查，共有人口70,111人。縣治科尼爾斯（Conyers）。
成立於1870年10月18日。縣名來自當地地下的花岡岩層。